# ناحیه راس‌العین
ناحیه راس‌العین (به عربی: راس العین) یک منطقهٔ مسکونی در اردن است که در امان واقع شده‌است.